# Peggy Ann Garner
Pour les articles homonymes, voir Garner.
Peggy Ann Garner est une enfant actrice américaine née le 3 février 1932 à Canton, Ohio (États-Unis), morte le 16 octobre 1984 à Woodland Hills (Los Angeles).

## Biographie
Fille unique de William H. Garner, un avocat, et de Virginia Craig, ses parents divorcent en 1947. 
Enfant, sa mère la force à passer des concours de recherche de talents. Peggy Ann Garner travaille d'abord comme mannequin pour photographes pendant deux ans avant de commencer à travailler pour le cinéma en 1938, à l'âge de six ans, en incarnant des personnages souvent graves. Elle apparaît dans plusieurs films, notamment Jane Eyre en 1943 et Les Clés du royaume (1944). Elle atteint le sommet de la gloire à l'âge de 12 ans avec le film Le Lys de Brooklyn (1945) qui lui vaut l'Oscar de la jeunesse lors de la 18e cérémonie des Oscars. La même année, elle prouve qu'elle sait également jouer dans le registre de la comédie en livrant une belle interprétation dans le film pour adolescents, Junior Miss (1945). 
Comme d'autres enfants acteurs de son époque (Margaret O'Brien, Virginia Weidler, Ted Donaldson, etc.), Peggy Ann Garner ne réussit pas la transition vers des rôles d'adultes. Elle se tourne alors vers le théâtre, la radio et la télévision.

### Vie privée
En 1951, à 19 ans, elle épouse le chanteur et animateur de jeu télévisé Richard Hayes ; le couple divorce en 1953. Elle se remarie en 1956 avec l'acteur Albert Salmi avec lequel elle a une fille, Catherine Ann (morte en 1995 à 38 ans) ; ils divorcent en 1963. Son troisième et dernier mari est Kenyon Foster Brown dont elle divorce également après quelques années.
En 1984, Peggy Ann Garner meurt d'un cancer du pancréas à l'âge de 52 ans. Sa mère, Virginia, a survécu à son unique enfant et à son unique petit-enfant.

## Filmographie

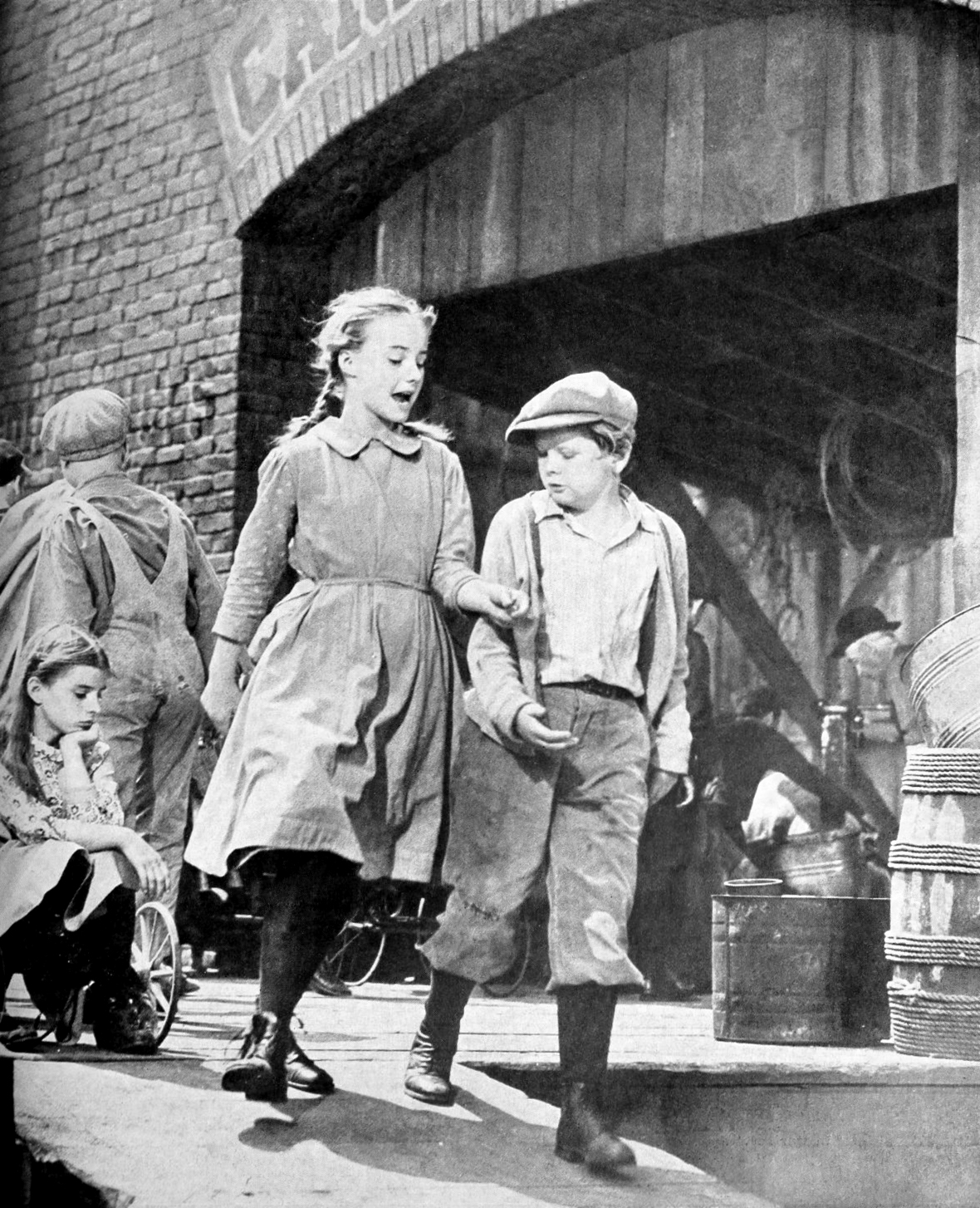
Avec Ted Donaldson dans Le Lys de Brooklyn.

### Au cinéma
- 1938 : Little Miss Thoroughbred (en) de John Farrow : une orpheline en prière
- 1939 : L'Autre (In Name Only) de John Cromwell : Ellen Eden
- 1939 : Blondie Brings Up Baby (en) de Frank R. Strayer : Melinda Mason
- 1940 : Abraham Lincoln (Abe Lincoln in Illinois) de John Cromwell : petite fille
- 1942 : L'Escadrille des aigles (Eagle Squadron) d'Arthur Lubin : une enfant
- 1942 : The Pied Piper d'Irving Pichel : Sheila Cavanaugh
- 1943 : Jane Eyre (Jane Eyre), de Robert Stevenson : Jane Eyre (petite)
- 1944 : Les Clés du royaume (The Keys of the Kingdom) de John M. Stahl : Nora, enfant
- 1945 : Le Lys de Brooklyn (A Tree Grows in Brooklyn) d'Elia Kazan : Francie Nolan
- 1945 : La Grande Dame et le Mauvais Garçon (Nob Hill) de Henry Hathaway : Katie Flanagan
- 1945 : Junior Miss de George Seaton : Judy Graves
- 1946 : Maman déteste la police (Home Sweet Homicide) de Lloyd Bacon : Dinah Carstairs
- 1947 : Tonnerre dans la vallée (Thunder in the Valley) de Louis King : Maggie Moore
- 1947 : Femme ou Maîtresse (Daisy Kenyon) d'Otto Preminger : Rosamund O'Mara
- 1948 : Le Signe du Bélier (The Sign of the Ram) de John Sturges : Christine St. Aubyn
- 1949 : Bomba, enfant de la jungle (Bomba, the Jungle Boy) de Ford Beebe : Pat Harland
- 1949 : Le Chat sauvage (The Big Cat) de Phil Karlson : Doris Cooper
- 1949 : Le Faiseur (The Lovable cheat)[4], de Richard Oswald : Julie Mercadet
- 1951 : Teresa de Fred Zinnemann : Susan Cass
- 1954 : La Veuve noire (Black Widow) de Nunnally Johnson : Nancy 'Nanny' Ordway'* 1966 : The Cat (en) d'Ellis Kadison : Susan Kilby
- 1978 : Un mariage (A Wedding) de Robert Altman : Candice Ruteledge

### À la télévision
- 1951 : Two Girls Named Smith (série TV) : Barbara 'Babs' Smith
- 1954 : The Black Forest (Téléfilm) : Baron's mistress
- 1954 : Eight Witnesses (Téléfilm) : Helen Hildebrand
- 1961 : Bonanza (série TV)
- 1962 : Alfred Hitchcock présente (série TV)
- 1965 : Au-delà du réel (The Outer Limits) (série TV)
- 1967 : Batman (série TV)
- 1978 : Betrayal (Téléfilm) : Mrs. Carol Stockwood
- 1980 : This Year's Blonde (en) (Téléfilm)